# Bertrandt
Bertrandt AG (рус. Бертрандт) — германская компания для инженерных услуг в проектирование продуктов и процессов в производстве авто- и авиакомплектующих. Услуги концерна охватывают всю цепочку процессов создания продукта: от идеи до готового к серийному производству продукта. Bertrandt является одним из ведущих концернов в создании новых решений для кузовов, салонов, шасси, моторов, электрики/электроники и других агрегатов. Основным акционером компании является Dr. Ing. h.c. F. Porsche AG.
На сегодняшний день компания имеет свои подразделения в 19 городах Европы и США и является партнёром ведущих автомобилестроительных компаний, среди которых Audi, BMW, Opel, Mercedes-Benz, Porsche, SEAT и Volkswagen и так далее.